# Смирнова, Галина Владимировна
Галина Владимировна Смирнова — советский хозяйственный деятель, Герой Социалистического Труда.

## Биография
Родилась в 1938 году в Ярославле. Член КПСС.
В 1956—1964 — аппаратчица 7-го разряда Ярославского завода синтетического каучука.
В 1964—1993 — аппаратчица, старшая аппаратчица Волжского завода синтетического каучука Министерства нефтеперерабатывающей и нефтехимической промышленности СССР.
Указом Президиума Верховного Совета СССР от 20 апреля 1971 года присвоено звание Героя Социалистического Труда с вручением ордена Ленина и золотой медали «Серп и Молот».
Делегат XXIV съезда КПСС.
Живёт в Волжском.

## Награды и звания
- Герой Социалистического Труда (20.04.1971)
- Орден Ленина (20.04.1971)
- Орден Знак Почёта (28.02.1967)